# 殷聘尹
殷聘尹（16世紀—17世紀），字起三，南直隸蘇州府吳縣籍，崑山縣人，明朝政治人物。

## 生平
殷聘尹是萬曆三十一年（1603年）癸卯科應天鄉試舉人，四十七年（1619年）授新城縣知縣，裁決廉明，學問優等，勤勉好士，清除懶惰的官吏，重建當地縣堂，辦事不因勞費怨苦，曾說：「要一文官不值一文，寬一分民受惠一分。」六年後陞南京大理寺評事，縣人民立碑建祠在北門外灌湖路側。

## 引用
1. 1 2  康熙《【江西】新城縣志·卷八·官職志》：殷聘尹 字起三，直隸崑山人，由舉人萬曆四十七年任（知縣），廉能敏決，才與學優，清蠧禁惰，敦學好賢，重建縣堂，民樂趨事不苦勞費，自言云：「要一文官不值一文，寬一分民受惠一分。」任六年陞南大理寺評事，民立祠豎碑於北門外灌湖路側。
2. ↑  光緒《崑新兩縣續修合志·卷十八·選舉二》：厯朝舉人……明……萬厯三十一年癸卯科……殷聘尹 起三，吳縣籍，南京大理評事